# Ottavio Lurati
Ottavio Lurati (Chiasso, 5 maggio 1938 – Collina d'Oro, 14 settembre 2023) è stato un linguista e filologo svizzero.

## Biografia
Ottavio Lurati, figlio di Giovanni Lurati (1893-1987) e di Giannina Fantoni (1900-1985), era nato e cresciuto a Chiasso assieme ai suoi fratelli maggiori Giacomo (nato nel 1926), Pinuccia (nata nel 1932) e Mariangela (nata nel 1934). Lì frequentò la scuola elementare, poi il ginnasio e il liceo a Lugano, proseguendo gli studi in linguistica a Basilea, Firenze, Salamanca e Montpellier con noti studiosi di lingue romanze come Walther von Wartburg, Toni Reinhard, Germán Colón, Carl Theodor Gossen e linguisti italiani come Bruno Migliorini e Giacomo Devoto. Nel 1963 ottenne il dottorato dall'Università di Basilea per la sua tesi Terminologia e usi pastorizi di val Bedretto. Lavorò quindi per cinque anni al Liceo cantonale di Lugano come insegnante di italiano e scritti danteschi.
Dal 1968 al 1974, Lurati fu assistente di filologia romanza (storia della lingua francese, francese antico, italiano antico, lezioni su Dante) con Theodor Gossen al Seminario romanza di Basilea. Curò la rivista Vox Romanica a Basilea. Nel 1982 presentò la sua tesi di abilitazione Locuzioni e fatti sociali. Riverberi di fatti della storia del diritto sulla lingua (pubblicato come libro nel 2002 con il titolo Per modo di dire… Storia della lingua e antropologia nelle locuzioni italiane ed europee). Dal 1985 al 1988 insegnò come docente privato, ma nel 1988 fu nominato professore associato di linguistica italiana all'Università di Basilea, dove poi nel 1991 divenne ordinario. Dal 2003 era professore emerito.
Lurati visse un'intensa e fruttuosa attività accademica, occupandosi di lessicologia, etimologia sincronica e diacronica, onomasiologia (onomastica e toponomastica), fraseologia; si dedicò anche allo studio dei neologismi. Combinando la documentazione scritta con la ricerca nel campo del folklore svizzero, si dimostrò un "interprete sensibile e moderno degli indirizzi di ricerca dell’illustre tradizione elvetica".
Tenne conferenze presso le università di Napoli, Pisa, Parigi e Roma. Con le sue ricerche aveva "contribuito a illuminare la peculiare situazione di un territorio altamente dinamico a cavallo tra Lombardia e Ticino" e aveva "dato pieno rilievo agli studi di linguistica e di storia della lingua italiana nel panorama europeo".
Pubblicò più di 50 libri e circa 200 articoli accademici. La rete di biblioteche svizzere "Swisscovery" ne elenca 51 libri e 26 articoli.
Fu membro di diverse commissioni federali come la Commissione per la preparazione del nuovo art. 116 della Costituzione federale della Confederazione svizzera (1996, articolo linguistico, ora art. 70) e delle fondazioni Fondo nazionale svizzero per la ricerca scientifica e Pro Helvetia. Fu redattore dei Quaderni internazionali di semantica (Bologna) dal 1970 al 2010 e fu direttore della Rivista italiana di onomastica (RIOn, Roma) e della sua commissione scientifica internazionale dal 1970. Dal 1986 al 1989 fu presidente del "Collegium Romanicum", l'associazione dei romanisti svizzeri. Fu membro di varie giurie nazionali e internazionali, tra cui i "Quadernos gallegos de Fraseologia", e consulente scientifico del Lessico etimologico italiano, in corso di compilazione all'Università della Saarland ed edito dalla Akademie der Wissenschaften und der Literatur a Magonza (fino al 2021 erano usciti 18 volumi).
Nel 2016 diventò uno dei cinque corrispondenti accademici stranieri dell'Accademia della Crusca. Fu membro anche di altre commissioni accademiche.
Lurati abitò per decenni a Montagnola fino al decesso, avvenuto nel settembre del 2023.

## Vita privata
Ottavio Lurati era sposato con la maestra elementare Maria Luisa Tarchini ed era padre di Chiara (nata nel 1971) e di Giovanna (nata nel 1976).

## Curiosità
- Nel 2010 criticò il direttore del Locarno Film Festival, Marco Solari, e il suo direttore artistico Olivier Père, arrivando a chiedere le loro dimissioni perché al festival erano stati proiettati tre film dal contenuto pornografico.[8] Nel 2015 rivolse un'altra critica al festival, che aveva rifiutato il documentario Noun di Aida Schläpfer sui cristiani perseguitati in Iraq.[9]

## Pubblicazioni principali
- Società Svizzera per le Tradizioni Popolari (a cura di), La pulce nell'orecchio. Curiosiamo insieme tra i modi di dire, Pregassona-Lugano, Fontana Edizioni, 2021, ISBN 978-88-8191-620-7.[10]
- Tra la gente. Parole "giovani", fascino di luoghi e famiglie, echi biblici nel nostro parlar corrente, Bellinzona, Salvioni, 2018, ISBN 978-88-7967-411-9.
- Emili Casanova (a cura di), Europa e arte della pietra. Antélami e magistri comàcini, in Onomàstica romànica: antroponímia dels expòsits i etimologia toponímica, especialment de València, Paiporta (València), Denes, 2017,  pp. 567-576, ISBN 978-84-16-47323-6.
- Nomi di luoghi e di famiglie. E i loro perché?… Lombardia – Svizzera italiana – Piemonte, Varese, Macchione, 2011.
- Luigi Luca Cavalli Sforza (a cura di), Lessico e storia della gente, in La Cultura Italiana. Lingue e linguaggi a cura di Gian Luigi Beccaria, vol. 2, Torino, UTET, 2009,  pp. 409-511.
- Paolo d’Achille, Enzo Caffarelli (a cura di), Lessicografia e onomastica. Ghirlanda (Dante, Inf.XIV,10) e le ghirlande di Leonardo, in Quaderni internazionali di RIOn (Rivista italiana di onomastica), Roma, 2008,  pp. 51-61.
- In Lombardia e in Ticino. Storia dei nomi di luogo, Firenze, Cesati, 2004.
- Dizionario dei modi di dire, Milano (oggi Torino), Garzanti Grandi Opere (oggi UTET), 2001.
- L’invenzione gergale come metaforizzazione continua. Un percorso attraverso la parlèsia napoletana, in Contributi sull'Italia Mediana, 2001,  pp. 14-28.
- Perché ci chiamiamo così? Cognomi tra Lombardia, Piemonte e Svizzera italiana, Varese, Macchione, 2000.
- Paul Hugger (a cura di), Diventa difficile essere svizzeri di cultura italiana, in La Svizzera. Vita e cultura popolare, Bellinzona, Casagrande, 1992,  pp. 801-809.
- Modi di dire. Nuovi percorsi interpretativi, in Svizzera: vita e cultura popolare, vol. 2, Lugano, 1998.
  - Terza edizione:  Varese, Macchione, 2005.
- Tremila parole nuove. La neologia negli anni Ottanta e Novanta, Bologna, Zanichelli, 1990.
- (DE) Italienische Schweiz, wohin?, in Schweizer Monatshefte, n. 1, gennaio 1989,  pp. 35-52.

## Premi
- 1990: Premio Massimo Fondazione Cesare e Iside Lavezzari
- 2003: Premio Galileo Galilei per la storia della lingua dei Rotary Club italiani[1] (unico svizzero a ricevere questo premio)

## Adesioni
- Fondazione per la Cultura Italiana del Cantone Ticino, Lugano
- Fondazione Pro-Restauro Sagno, Sagno
- Nikolaus und Bertha Burckhardt-Bürgin-Stiftung, Basilea